# Корейська єна
Корейська єна (яп. 朝鮮円) — грошова одиниця Кореї періоду колоніального правління Японської імперії (1910 — 1945). Замінила собою корейську вону, була еквівалентна японській єні і 100 сенам. Після здобуття Кореї незалежності її замінили південнокорейська та північнокорейська вони.

## Історія
З 1902 по 1910 роки корейська єна випускалась Першим національним банком Японії і ходила в обігу разом з корейською воною. Після окупації Кореї Японією гроші почав випускати Банк Кореї.

## Банкноти
| Номінал | Аверс | Реверс |
| ------- | ----- | ------ |
| 50 сен  |       |        |
| 1 єна   |       |        |
| 5 єн    |       |        |
| 10 єн   |       |        |
| 100 єн  |       |        |